# Phellopteron
Phellopteron is een vliegengeslacht uit de familie van de roofvliegen (Asilidae).

## Soorten
- P. farri Hull, 1962
- P. mrazi Hradský, 1968